# Танганасога
Танганасога є головним вулканом району Ель-Гольфо у Ієрро (Канарських островах), який представлений шлаковим конусом. Вулкан є частиною системи щитових вулканів.

## Вулкан

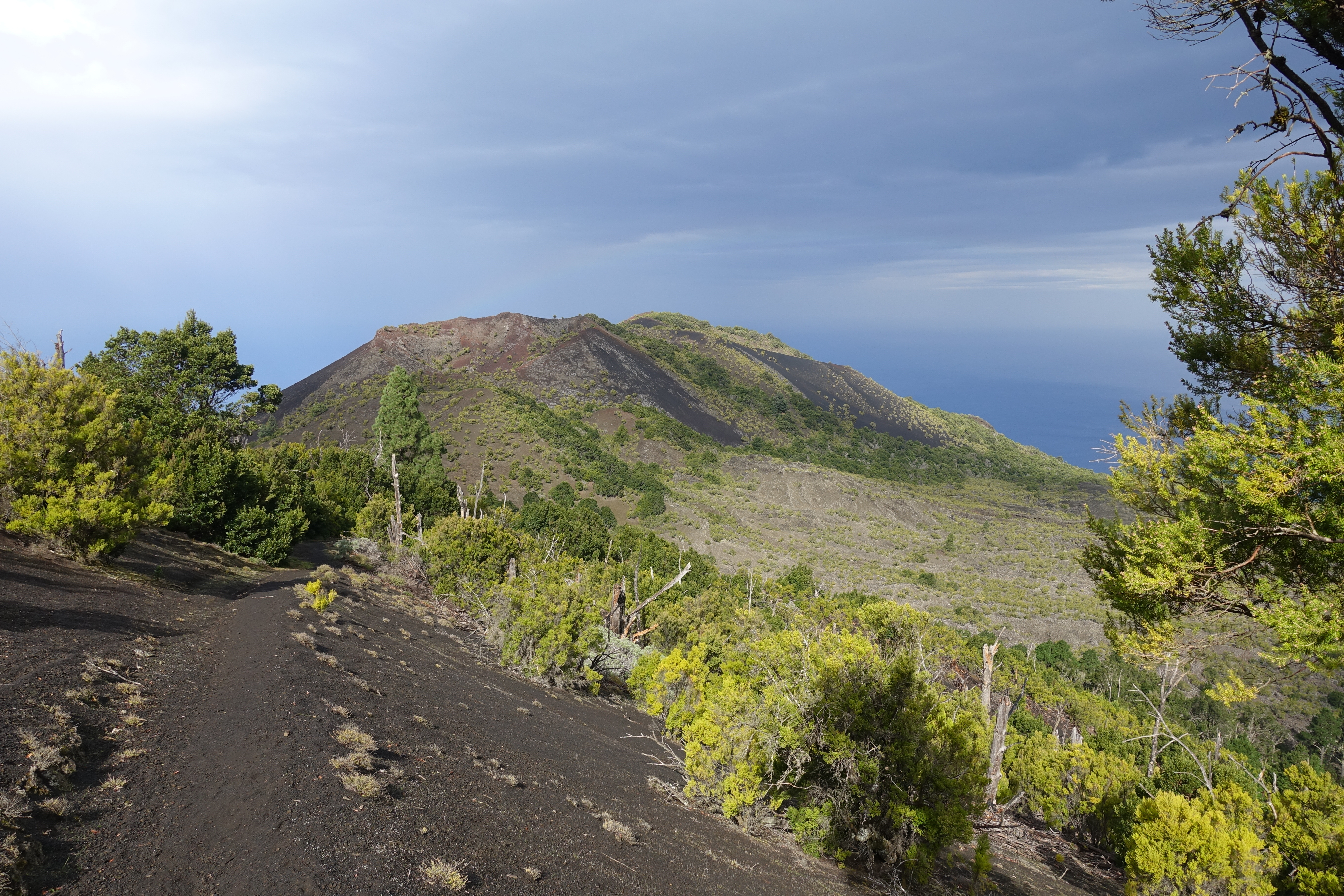
Танганасога

Вид на Танганасога з вершини

Острів Ієрро, площею 278,5 км2, утворився приблизно 1,2 мільйони років тому після трьох послідовних вивержень. Острів з'явився над водою у вигляді трикутноюбазальтових дайки, увінчаної вулканічним конусом висотою більше 2000 м. У наслідок тривалої активності острів збільшується. На його території з’являються велика кількість вулканів Канарських островах (понад 500 конусів, ще 300 вкриті новішими відкладами), а також приблизно 70 печер і вулканічних галерей. Наступні зсуви зменшили розмір і висоту острова. Зараз Танганасога є головним вулканом острова.

### Зсуви

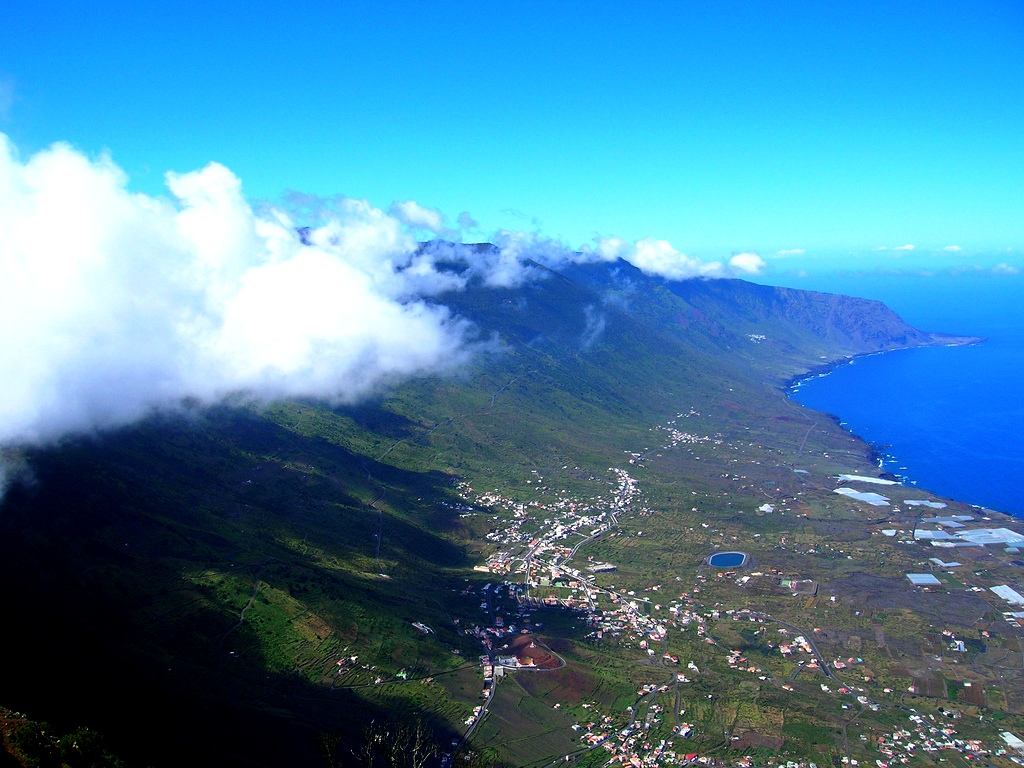
Зсувний виступ Гольфо зсувний острові Ієрро. Танганасога — центральна вершина на фотографії, частково закрита хмарами.

Відмічаються принаймні три великі гравітаційні зсуви, які вплинули на острів Ієрро за останні кілька сотень тисяч років. Найновішим з них був зсув Ель-Гольфо (приблизно 15 тисяч років тому).  У результаті цього явища обвалилася північна частина острову. Зсув утворив долину Ель-Гольфо та створив осип об’ємом 150–180 км3. Відкладення турбідіту, пов’язані з цим зсувом, були виявлені в буровому керні у басейні Агадір на північ від Канарських островів. Детальний аналіз відкладень свідчить про те, що руйнування схилу відбулося не як одна подія, а як серія менших руйнувань протягом кількох годин або днів. Ймовірно, місцеве цунамі було спровоковано цими зсувами, але жодних підтверджень цього не знайдено. Танганасога утворилася біля вершини зсуву Ель-Гольфо, у верхній частині північного схилу уступу.

## Вулканічна активність
Можливо, як свідчення відносної ізоляції острова, лише одне виверження було зареєстровано на острові, від жерла Вулкано-де-Ломо-Негро Танганасога в 1793 році. Виверження тривало місяць.
Вважається, що виверження Ель-Ієрро в Ла-Рестінга в найпівденнішій частині острова в 2011-2012 роках є водночас жерлом Танганасога. Швидка деформація Танганасоги була зареєстрована під час фази виверження цієї вулканічної активності в жовтні 2011 року – березні 2012 року, а в червні 2012 року нова фаза була оголошена землетрусами та швидкою деформацією вгору та назовні Танганасоги, що вказує на глибинний рух магми внизу.